# ياسميم (لاعبة كرة قدم)
ياسميم أسيس ريبيرو (من مواليد 28 أكتوبر 1996) هي لاعبة كرة قدم برازيلية محترفة تلعب في مركز الدفاع لصالح نادي ريال مدريد للسيدات ومنتخب البرازيل للسيدات. تم اختيار ياسميم في قائمة منتخب البرازيل للسيدات مكونة من 18 لاعبًا لدورة الألعاب الأولمبية الصيفية 2024 في فرنسا.
حصلت على الميدالية الفضية مع المنتخب البرازيل بعد خسارة في مباراة الميدالية النهائي ضد الولايات المتحدة، والتي فازت بها الولايات المتحدة بنتجة هدف دون مقابل.

## الأنجازات
البرازيل
- الميدالية الفضية الألعاب الأولمبية الصيفية: 2024.[4]